# Befehlshaber der U-Boote
Befehlshaber der Unterseeboote или BdU - главнокомандующий подводным флотом военно-морских сил Германии во время Первой и Второй мировых войн. Этот термин также обозначал штаб командования подводных лодок.
Это звание было учреждено в июне 1917 года, заменив собой должность «лидера подводных лодок» (Führer der Unterseeboote, или FdU) для флотилий открытого моря. Первым исполняющим обязанности стал капитан цур Зее/коммодор Андреас Михельсен, ранее возглавлявший силы эсминцев Флота открытого моря.
Должность была упразднена с окончанием Первой мировой войны.
Позже должность была возрождена 17 октября 1939 года, когда Карл Дёниц был произведен в контр-адмиралы. Его прежнее звание было FdU, и эту должность он занимал с января 1936 года.
31 января 1943 года Дёниц был произведен в гроссадмиралы и стал главнокомандующим всей Кригсмарине, сменив на этом посту Эриха Редера. Он сохранил это звание, но в качестве оперативного командира в BdU его сменил начальник штаба Эберхард Годт.
Преемником Годта стал адмирал Ганс Георг фон Фридебург, который занимал эту должность до конца войны и стал главнокомандующим германским флотом, когда Дёниц стал главой нацистской Германии после самоубийства Гитлера.